# Alhena (zespół muzyczny)
Alhena – polski zespół muzyczny wykonujący muzykę z pogranicza rocka progresywnego, art rocka i metalu symfonicznego.

## Historia
Grupa powstała w styczniu 2010 roku w Bydgoszczy. Utworzyli ją: Piotr Kowalski, Tomasz Bogulski, Piotr Grugel i Robert Puk, którzy spotkali się po odejściu z poprzednich projektów muzycznych (Xanadu, Sellisternium). W sierpniu tego samego roku do zespołu dołączyła wokalistka – Katarzyna Dziemianowicz. Następnie Tadeusz Kołecki (grający wcześniej w Variété) zastąpił Roberta Puka.
W okresie lipiec-wrzesień 2011 zespół zarejestrował swój pierwszy minialbum, zatytułowany po prostu „Alhena”. Wydawnictwo zostało bardzo pozytywnie przyjęte przez krytyków muzycznych, zarówno w mediach papierowych (np. w miesięczniku Metal Hammer), jak i internetowych portalach muzycznych, krajowych i zagranicznych.
W lutym 2012 roku zespół został zaproszony do wzięcia udziału w kompilacji "Des filles et des riffs, vol.3" organizowanej przez francuski serwis muzyczny Des filles et des riffs. Wydawnictwo nastawione jest na promocję rockowych i metalowych zespołów muzycznych z kobiecym wokalem na całym świecie. Na poprzednich odsłonach składanki widnieli tacy wykonawcy, jak Tristania, Eths, Edenbridge, To-Mera czy Diablo Swing Orchestra. Na trzeciej odsłonie, Alhena znalazła się obok m.in. Stream of Passion, Leaves' Eyes, Nemesea, Arkona, Epica, Jinjer i wielu innych. Składanka ukazała się w czerwcu 2013 nakładem wytwórni Savage Prod, a za światową dystrybucję odpowiada znane francuskie wydawnictwo, Season of Mist.
W drugiej połowie marca 2012 zespół opuściła dotychczasowa wokalistka, Katarzyna Dziemianowicz. Oficjalnym powodem odejścia była różnica w wizji dalszej drogi muzycznej. Wkrótce jej miejsce zajęła Natalia Bassak, która kilka dni wcześniej opuściła zespół Mindwhisper. W tym składzie Alhena aktywnie promowała materiał, grając koncerty u boku m.in. takich wykonawców, jak Banau, Łąki Łan czy Closterkeller.
Dnia 15 czerwca 2012 roku zespół zagrał koncert w Studio Koncertowym Polskiego Radia PiK. Koncert był równolegle emitowany na żywo na antenie radia. Tego dnia na widowni sali koncertowej zajęto wszystkie miejsca.
We wrześniu 2012 roku grupa została zaproszona do wzięcia udział w kolejnej, również francuskiej kompilacji „World of Glass”. Składanka, podobnie jak poprzednia, jest nastawiona na promowanie zespołów z żeńskim wokalem, a jej nazwa nawiązuje do trzeciej płyty zespołu Tristania (uważanej przez wielu fanów i krytyków za najlepszy i najbardziej reprezentatywny album norweskiej formacji). Trzecia odsłona „World of Glass” ukazała się w czerwcu 2013.
Dnia 9 września 2012 roku Alhena miała wystąpić na Różopolu z okazji Pożegnania Lata, wspólnie z Kayah, Liberem i Sylwią Grzeszczak. Występ grupy nie doszedł ostatecznie do skutku, oficjalnie z przyczyn personalnych. Krótko potem Alhena ogłosiła wakat na stanowisku basisty.
Dnia 4 października 2012 Alhena została ogłoszona Wykonawcą Dnia serwisu muzycznego Muzzo, należącego do portalu Interia. Dzięki temu wyróżnieniu strona główna serwisu Muzzo została tego dnia poświęcona Alhenie. W serwisie Interia również pojawiła się informacja o działalności zespołu.
Nakładem wydawnictwa Halotan Records, dnia 20 stycznia 2013 roku ukazała się piąta z kolei edycja składanki „Sampler”. Wydawnictwo jest powiązane głównie ze sceną muzyki gotyckiej, industrialnej i dark electro. Jednak w piątej odsłonie organizatorzy postanowili wyjść poza utarte ramy i zaprezentować również gitarowe brzmienia. W rezultacie, jednym z zaproszonych wykonawców została Alhena.
W lutym 2013 do zespołu oficjalnie dołączył nowy basista, Grzegorz Ostrowski, wypełniając tym samym lukę po Tadeuszu Kołeckim.
W kwietniu 2013 roku zespół został zaproszony do wzięcia udziału w kolejnej, tym razem amerykańskiej składance „Virgines Metallium” (wcześniej „Maidens of Metal”). Inicjatorem przedsięwzięcia jest amerykańskie wydawnictwo Delinquent Records. Ukazanie się składanki było planowane na drugą połowę 2013 roku, jednak z bliżej nieznanych przyczyn data premiery była regularnie przesuwana i ostatecznie wydawnictwo ukazało się 25 lutego 2015 roku.
Dnia 6 września 2013 zespół oznajmił rozwiązanie współpracy w wokalistką, Natalią Bassak, ogłaszając jednocześnie przesłuchania dla osób chętnych na to stanowisko. Po trwających zaledwie dwa tygodnie poszukiwaniach, 19 września zespół oficjalnie ujawnił, że nową wokalistką Alheny została Marta Bejma. Zespół kontynuuje działalność, grając koncerty z takimi wykonawcami jak Tides From Nebula, Egoistic czy Closterkeller.
Dnia 9 maja 2014 Alhena zagrała koncert w Miejskim Centrum Kultury w Bydgoszczy. Koncert był rejestrowany audio-wideo celem zrealizowania albumu koncertowego na CD i DVD. Wydawnictwo było zapowiadane na drugą połowę 2015 roku, jednak z nieznanych przyczyn, nie ukazało się.
W listopadzie 2014 zespół zakończył współpracę z basistą, Grzegorzem Ostrowskim. W celu ukończenia zaplanowanych koncertów na stanowisku basisty zaangażowany zostaje gościnnie Jędrzej Kołecki z zespołu Rain of Claims (syn Tadeusza Kołeckiego, jednego z wcześniejszych basistów Alheny). W tym samym miesiącu zespół rozpoczął sesję nagraniową materiału na kolejną płytę.
Jesienią 2015 roku pozycję basisty na krótko objął ponownie Tadeusz Kołecki, jednak 3 kwietnia 2017 zespół ogłasza, że basistą Alheny zostaje Patryk Durko (występujący wcześniej z zespołem Nord). Tym samym skład zespołu ustabilizował się.
Z okazji występu na 12. Festiwalu Rocka Progresywnego im. Tomasza Beksińskiego w Toruniu, na którym Alhena gra wspólny koncert m.in. z zespołami Votum i Lebowski, zespół wydał własnym nakładem singiel zatytułowany „Like a Doll”. Wydawnictwo stanowiło zapowiedź przygotowywanej płyty długogrającej i oprócz tytułowej piosenki, znalazł się na nim również utwór „Alhena”, do którego wcześniej zrealizowano teledysk perkusyjny. Z kolei w kwietniu 2019 roku, do kompozycji tytułowej również został zrealizowany teledysk.
We wrześniu 2019 roku Alhena ujawniła tytuł, okładkę oraz datę premiery nowej płyty (4 października 2019). Album ukazał się nakładem wydawnictwa Around Music.
W grudniu 2019 zespół ogłosił, że jeden ze współzałożycieli zespołu, Piotr Kowalski, zdecydował się opuścić zespół. Nie wpłynęło to na plany koncertowe Alheny, bowiem nowym członkiem Alheny został jednocześnie ogłoszony Piotr Pryka. Krótko później zespół zasilił drugi gitarzysta, Bartosz Kazimierski.
Na początku 2021 roku, wytwórnia Prog Metal Rock Promotion wydała dwypłytowy album kompilacyjny „Prog Metal Rock compilation vol.1”. Celem wydawnictwa była szeroko pojęta promocja progrocka i progmetalu z całago świata. Alhena znalazła się na kompilacji razem z wykonawcami polskimi (m.in. AnVision, Art of Illusion, Bright Ophidia, Distant Dream, Division by Zero) i zagranicznymi (Avandra, Pyramid Theorem, Threshold i inni).
We wrześniu 2021 roku zespół ogłosił zmianę na stanowisku wokalistki. Nową frontmentką Alheny została Magdalena Zach. W lutym 2022 Alhena udostępniła teledysk promujący nową odsłonę zespołu. Singiel promocyjny stanowił utwór „Nemesis” znany z płyty Breaking the Silence... ...by Scream, jednak zarejestrowany na nowo, w nowym składzie i w nowej aranżacji. Pomimo wcześniejszych zapowiedzi nowej płyty w tym składzie, w lipcu 2022 roku zespół niespodziewanie ogłosił zmianę na stanowisku wokalistki, które objęła Dominika Kapuśniak, grając w zespole jednocześnie na skrzypcach. W związku z tą zmianą, w lutym 2023 zespół opublikował nową wersję teledysku do utworu „Nemesis”. Singiel był dwukrotnie na pierwszym miejscu Listy Przebojów Kultowej Akadery Radia Białystok, prowadzonej przez Konrada Sikorę.
W lutym 2023 nastąpiła w zespole roszada na stanowisku basisty, nowym członkiem formacji został Maciej Tonder. W tej odsłonie Alhena ogłasza nadchodzące koncerty, m.in. razem z Collage, a także z Millenium, Riverside i Threshold.
W maju 2023 roku, Alhena znalazła się na kompilacji „Cold Hands Seduction, vol. 248”, wydawaną przez niemiecki magazyn muzyczny Sonic Seducer. Na wcześniejszych odsłonach składanki pojawiały się takie formacje, jak np. Xandria, Delain, Diary of Dreams, Powerwolf, The Birthday Massacre, Moonspell, Lord of the Lost, Depeche Mode, Paradise Lost, Nightwish, Lacrimosa i wielu innych.
Dnia 15 listopada 2023 premierę miał teledysk do utworu „Scarlet”. Singiel stanowił zapowiedź nadchodzącej płyty Alheny, której premiera jest planowana na pierwszą połowę 2024 roku.
Dnia 17 listopada 2023, zespół Alhena wystąpił w „Legendarnym Studio M imienia SBB przy Radio Opole”. Tego samego dnia członkowie zespołu udzielili wywiadu, który tak jak sam koncert, był emitowany na żywo na antenie Radia Opole w audycji Tomasza Wojtyłko „Rewiry Kultury”.
Dnia 15 marca 2024, zespół został laureatem 3. Plebiscytu im. Piotra „Grudnia” Grudzińskiego. Inicjatorem tego przedsięwzięcia jest gniewkowskie Stowarzyszenie Inicjatyw Niezależnych "Progres". Ponadto, w tej samej edycji plebiscytu, członkowie Alheny  zostali indywidualnie wyróżnieni we wszystkich kategoriach. W związku z tą nominacją, Alhena została ogłoszona jedną z gwiazd na organizowanym przez SIN "Progres" 18-tym Festiwalu Rocka Progresywnego im. Tomasza Beksińskiego. Wręczenie wyróżnień członkom zespołu nastąpiło w trakcie samego festiwalu.
W lutym 2025 zespół ogłosił zastrzeżenie swojej nazwy na terenie Europy. Znak towarowy został zarejestrowany w Urzędzie Unii Europejskiej ds. Własności Intelektualnej (EUIPO) pod numerem 019098880.

## Muzycy
| - Dominika Kapuśniak – śpiew i skrzypce (od lipca 2022) - Tomasz Bogulski – gitara (od stycznia 2010) - Bartosz Kazimierski – gitara (od października 2020) - Piotr Grugel – perkusja (od stycznia 2010) - Piotr Pryka – instrumenty klawiszowe (od listopada 2019) - Maciej Tonder – gitara basowa (od grudnia 2022) - Jędrzej Kołecki – gitara basowa (koncerty w listopadzie 2014, sesyjnie w 2015) - Damian 'Sfenson' Bednarski – growl (sesyjnie w 2015) - Robert Puk – gitara basowa (od stycznia 2010 do sierpnia 2010) - Katarzyna Dziemianowicz – śpiew (od sierpnia 2010 do marca 2012) - Tadeusz Kołecki – gitara basowa (od listopada 2010 do września 2012, od października 2015 do sierpnia 2016) - Natalia „Natt” Bassak – śpiew (od marca 2012 do września 2013) - Marta Bejma – śpiew (od września 2013 do października 2015, od lipca 2017 do marca 2021) - Grzegorz Ostrowski – gitara basowa (od lutego 2013 do listopada 2014) - Piotr Kowalski – instrumenty klawiszowe (od stycznia 2010 do listopada 2019) - Magdalena Zach – śpiew (od września 2021 do maja 2022) - Patryk Durko – gitara basowa (od kwietnia 2017 do listopada 2022) |

## Dyskografia

### Albumy studyjne
- Breaking the Silence... ...by Scream  (2019, wyd. Around Music)

### Minialbumy
- Alhena  (2011, wyd. własne)

### Single
- Alhena  (2017, wyd. własne)
- Like a Doll  (2018, wyd. własne)
- Nemesis 2.0  (2023, wyd. własne)
- Scarlet  (2024, wyd. własne)
- Changes  (2024, wyd. własne)

### Albumy kompilacyjne
- Sampler, vol. 5  (kompilacja, 2013, wyd. Halotan Records)
- World of Glass, vol. 3  (kompilacja, 2013, wyd. World of Glass Promotion)
- Des filles et des riffs, vol. 3  (kompilacja, 2013, wyd. Savage Prod / Season of Mist)
- Virgines Metallium  (kompilacja, 2015, wyd. Delinquent Records)
- Prog Metal Rock Compilation, vol. 1  (kompilacja, 2021, wyd. Prog Metal Rock Promotion)
- Cold Hands Seduction, vol. 248  (kompilacja, 2023, wyd. Sonic Seducer)